# Senoculus
Senoculus är ett släkte av spindlar. Senoculus ingår i familjen Senoculidae.
Senoculus är enda släktet i familjen Senoculidae.

## Dottertaxa tillSenoculus, i alfabetisk ordning[1]
- Senoculus albidus
- Senoculus barroanus
- Senoculus bucolicus
- Senoculus cambridgei
- Senoculus canaliculatus
- Senoculus carminatus
- Senoculus darwini
- Senoculus fimbriatus
- Senoculus gracilis
- Senoculus guianensis
- Senoculus iricolor
- Senoculus maronicus
- Senoculus minutus
- Senoculus monastoides
- Senoculus nigropurpureus
- Senoculus penicillatus
- Senoculus planus
- Senoculus plumosus
- Senoculus prolatus
- Senoculus proximus
- Senoculus purpureus
- Senoculus robustus
- Senoculus rubicundus
- Senoculus rubromaculatus
- Senoculus ruficapillus
- Senoculus scalarum
- Senoculus silvaticus
- Senoculus tigrinus
- Senoculus uncatus
- Senoculus wiedenmeyeri
- Senoculus zeteki